# محمد نژادمهدی
محمد نژادمهدی (زاده۲۳مهر ۱۳۷۱ در بابل) بازیکن فوتبال اهل ایران است که در پست مدافع میانی برای باشگاه فوتبال شمس‌آذر در لیگ برتر خلیج فارس بازی می‌کند.

## بازی‌های باشگاهی

### نساجی مازندران
او فوتبال خود را از تیم‌های پایه باشگاه فوتبال نساجی مازندران در پست دفاع آغاز کرد و توانست پس از دو سال به تیم اصلی این باشگاه برسد. او در مجموع چهار سال در این تیم ماند.

### پدیده خراسان
او در فصل ۹۴–۱۳۹۳ لیگ برتر خلیج فارس با مبلغ ۱۳۰ میلیون تومان به پدیده خراسان پیوست.

## بازی‌های ملی

### نخستین دعوت
در آذر ماه ۱۳۹۳ کارلوس کی‌روش برای اردوی تمرینی و غیررسمی آفریقای جنوبی، نژادمهدی را در فهرست ۲۳ نفره تیم ملی فوتبال ایران جای داد و بدین ترتیب او برای نخستین بار به تیم ملی بزرگسالان دعوت شد. البته در این اردو فقط از بازیکنان لیگ داخلی ایران (به جز سردار آزمون) دعوت شد. وی در این اردو فقط در تمرینات شرکت کرد و در هیچ‌کدام از دو بازی غیررسمی ایران با باشگاه‌های آفریقای جنوبی فرصت حضور پیدا نکرد. وی همچنین در فهرست پایانی ایران برای جام ملت‌های آسیا ۲۰۱۵ در استرالیا جایی نداشت. او بعدتر گفت که پیش از این تورنمنت دچار آسیب‌دیدگی شده بود.

## افتخارات
- لیگ برتر
- نایب قهرمانی در لیگ برتر ۹۷–۱۳۹۶ به همراه تیم ذوب‌آهن
- نایب قهرمانی در لیگ برتر ۱۴۰۰–۱۳۹۹ به همراه تیم سپاهان
- جام حذفی
- قهرمانی در جام حذفی ۹۵–۱۳۹۴ به همراه تیم ذوب‌آهن
- سوپر جام
- قهرمانی در سوپر جام ۱۳۹۵ به همراه تیم ذوب‌آهن